# Agrilus cyanescens
Agrilus cyanescens är en skalbaggsart som beskrevs av Julius Theodor Christian Ratzeburg 1837. Agrilus cyanescens ingår i släktet Agrilus och familjen praktbaggar. Arten är reproducerande i Sverige. Inga underarter finns listade i Catalogue of Life.

## Bildgalleri

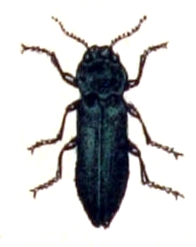
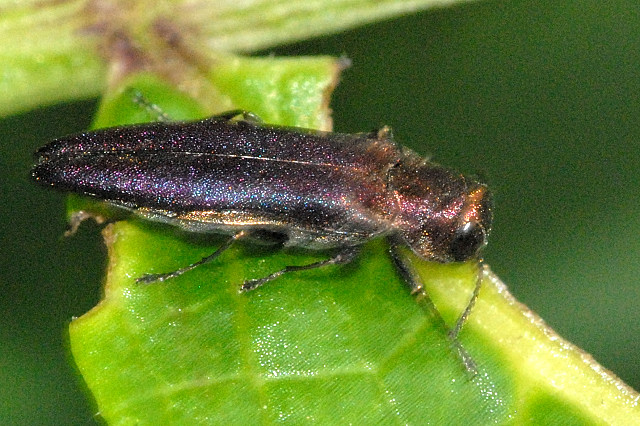
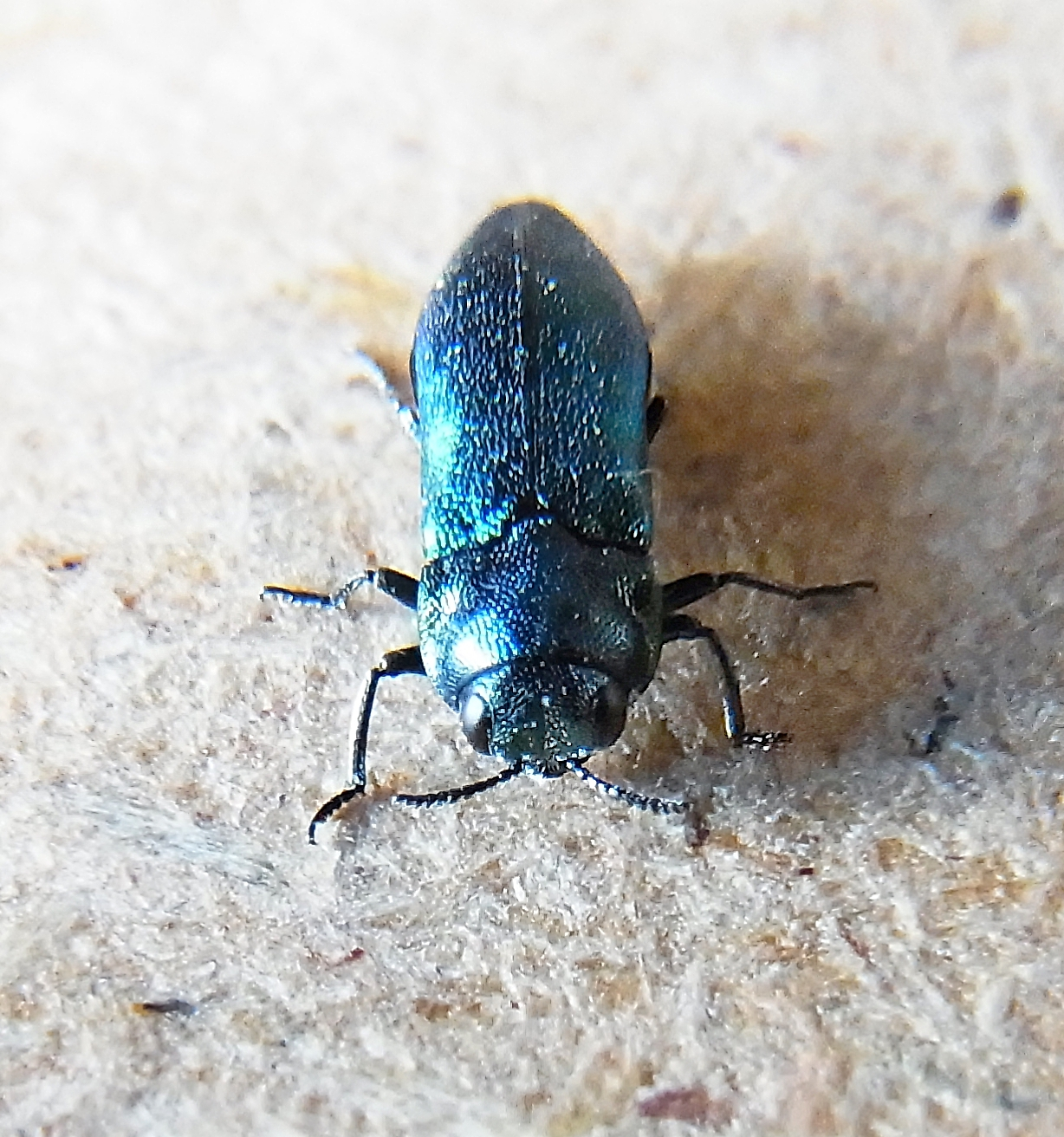
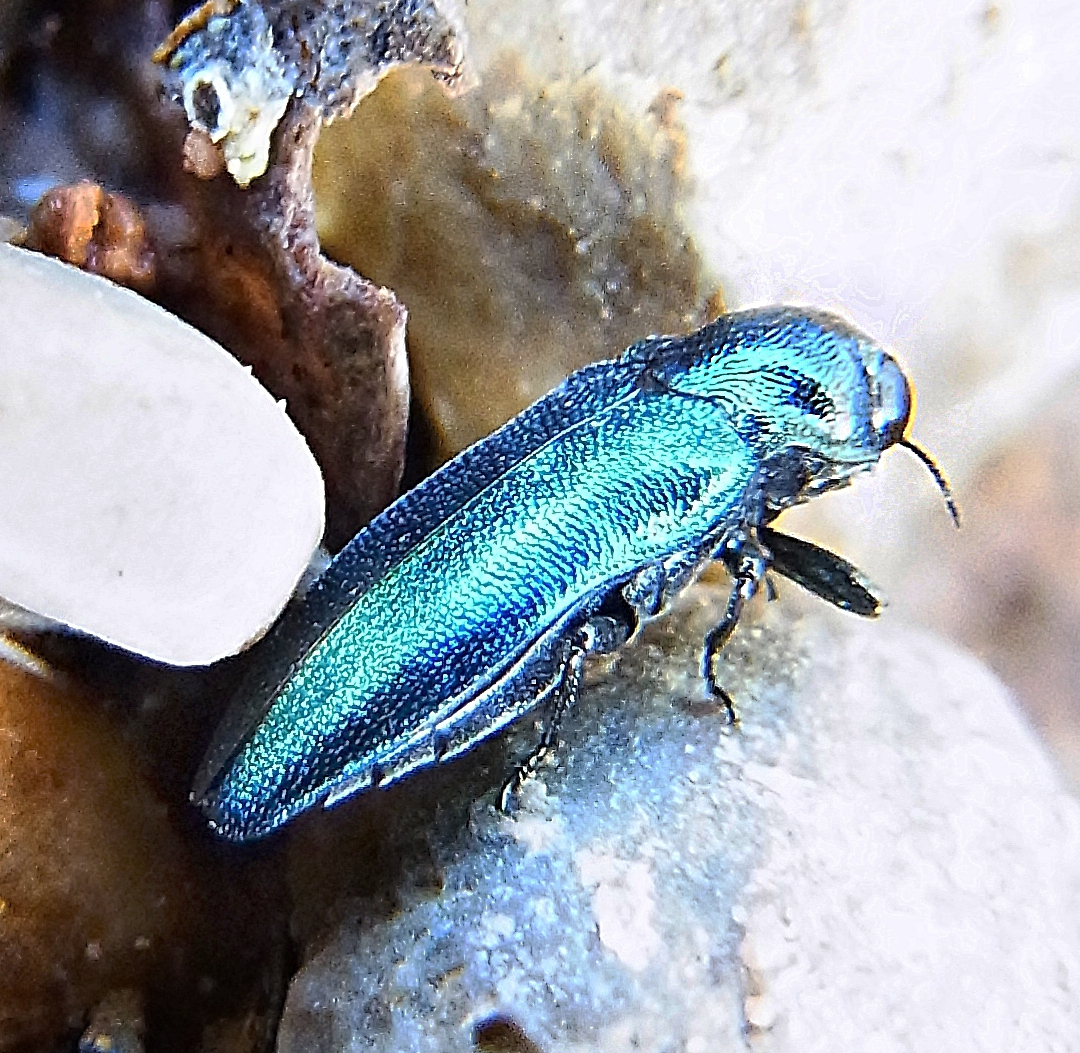
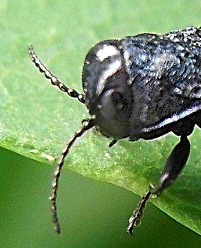
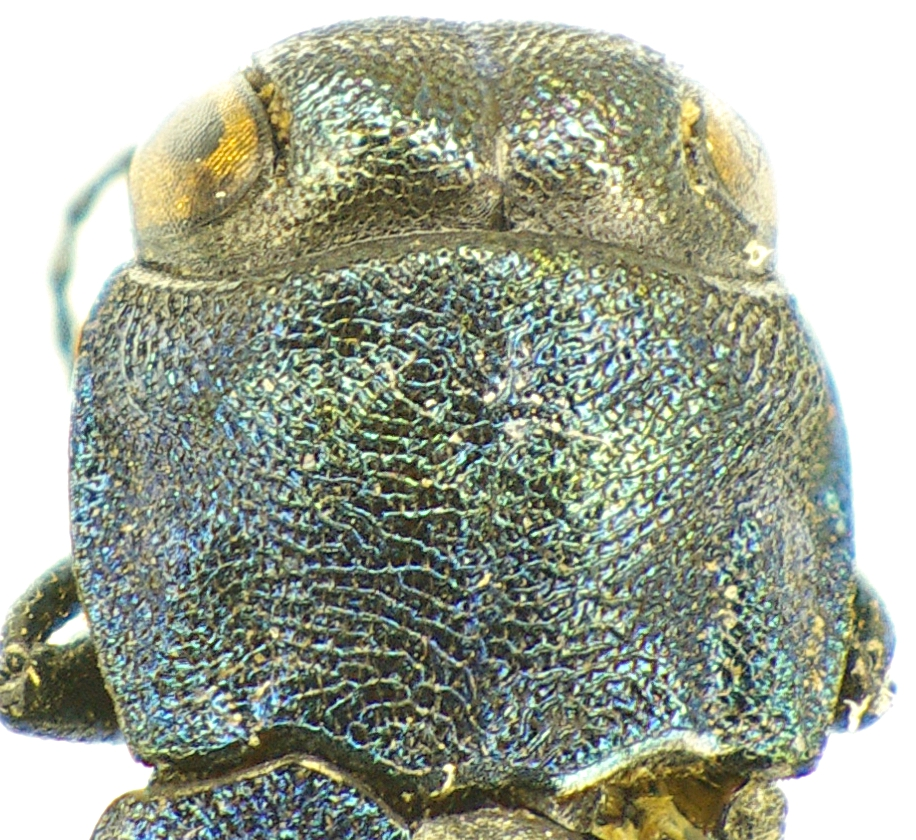